# Българско минералогическо дружество
Българското минералогическо дружество е доброволна организация основана на 21 февруари 1990 г. Целта на дружеството е да популяризира българските минерали и българското геоложко наследство.

## История
Основаването на дружеството става при отделяне на секцията по Минералогия към Българското геологическо дружество. В състава му влизат предимно изследователи от направленията минералогия, кристалография, геохимия, петрология и полезни изкопаеми, студенти, любители, представители от други професии. Дружеството е колективен орган на Научно-техническия съюз по Минно дело, геология и металургия. Участва в работата на Международната минералогическа асоциация и е член на Европейския минералогичен съюз.
От 2004 г., съвместно с Геологическия институт при Българска академия на науките, издава научното списание „Геохимия, минералогия и петрология“ с отговорни редактори ст.н.с. дгн Иван Бонев (2004 – 2007) и проф. д-р Томас Керестеджиян (от 2007).

## Ръководство
За първи председател на дружеството е избран акад. Иван Костов (1990 – 1996). Следващите председатели са:
- проф. дгн Веселина Бресковска (1996 – 1997);
- ст.н.с. Йорданка Минчева-Стефанова (1998 – 1999);
- проф. дгн Добринка Ставракева (1999 – 2005);
- ст.н.с. дгн Иван Бонев (2005 – 2008);
- доц. дгн Руслан Костов (2008 – 2014);
- доц. д-р Василка Младенова (2014 – 2017);
- проф. дгн Руслан Костов (от 2017).[1]

Почетни председатели на Дружеството са акад. Иван Костов, ст.н.с. Йорданка Минчева-Стефанова и проф. дгн Добринка Ставракева. Почетни членове на Дружеството са проф. Роберт Хауи (Великобритания), проф. Хуго Щрунц (Германия), проф. Ичиро Сунагава (Япония), акад. Николай Юшкин (Русия), чл.-кор. проф. Арнолд Марфунин (Русия), проф. Ернст Спиридонов (Русия), дхк Илия Делев (Бразилия), проф. Петер Цацоф (Германия) и дг Елизабет Щрак (Германия).